# Natalia Chueca
Natalia Chueca Muñoz (Zaragoza, 7 de septiembre de 1976) es una política española, alcaldesa de Zaragoza desde junio de 2023.

## Biografía
Nació en Zaragoza, el 7 de septiembre de 1976, se crio en el barrio zaragozano de Delicias, y actualmente está casada y con tres hijos. Natalia es licenciada en Administración y Dirección de empresas con premio extraordinario por la Universidad de Zaragoza. Posteriormente se hizo con un MBA en la Escuela de Alta Dirección y Administración (EADA) y cursó un Programa Superior en Dirección de Marketing y Comunicación Digital.
Ha sido Directora de Marketing y Comunicaciones de la multinacional aragonesa Imaginarium y miembro del Comité de Dirección de la compañía. Anteriormente, trabajó durante más de cinco años en dos de las principales agencias de comunicación multinacionales Bassat Ogilvy y McCann Erickson. Y previamente trabajó como consultora de Estrategia en KurtSalmon FTG S.L. Ha sido directora de Negocio Corporativo de Bros Group Worldwide Executive Search y las clases en ESIC, donde ha sido profesora en el Executive Master in Business Administration, dentro del módulo de marketing y comunicación.

## Política
Formó parte de la lista electoral del Partido Popular para las elecciones municipales de 2019 en Zaragoza, encabezada por Jorge Azcón, que consiguió la alcaldía. Natalia Chueca entró como concejal del Ayuntamiento de Zaragoza, y con la formación del gobierno municipal el 15 de junio de 2019, pasó a ser la consejera de Servicios Públicos y Movilidad del Avuntamiento de Zaragoza hasta 2023. Tras el salto de Jorge Azcón, que anunció su candidatura para las elecciones a las Cortes de Aragón de 2023, Chueca fue elegida como candidata a la alcaldía para las Elecciones municipales de 2023 en Zaragoza. Desde el 17 de junio de 2023 es la alcaldesa de Zaragoza tras haber ganado las elecciones municipales de 2023 en Zaragoza.